# Xã Forward, Quận Butler, Pennsylvania
Xã Forward (tiếng Anh: Forward Township) là một xã thuộc quận Butler, tiểu bang Pennsylvania, Hoa Kỳ. Năm 2010, dân số của xã này là 2.531 người.